# Neferkara Tereru
Neferkara Tereru (fl. XXII secolo a.C.) è stato un faraone appartenente alla VIII dinastia egizia.

## Biografia
L'unica delle liste reali che riporta i nomi dei sovrani che formano l'VIII dinastia è quella di Abido, in cui Neferkara Tereru occupa il posto 49, dato che il Canone Reale è danneggiato e del tutto illeggibile proprio nella parte che dovrebbe contenere i sovrani di questa dinastia.
Come per altri sovrani di questa dinastia e delle dinastie IX e X è possibile che Neferkara Tereru abbia regnato solamente su parte dell'Egitto e contemporaneamente con altri dinasti.
Il nome di questo sovrano è stato rinvenuto su di un sigillo a forma di scarabeo.

## Liste Reali
| ra | nfr | kA · t | D21 · D21 | E23 |

| ra | nfr | kA · t | D21 · D21 | E23 |

| ra | nfr | kA · t | D21 · D21 | E23 |

| ra | nfr | kA · t | D21 · D21 | E23 |

| ra | nfr | kA · t | D21 · D21 | E23 |

| ra | nfr | kA · t | D21 · D21 | E23 |

| ra | nfr | kA · t | D21 · D21 | E23 |

| ra | nfr | kA · t | D21 · D21 | E23 |